# Saint-Pierre-de-Varengeville
Saint-Pierre-de-Varengeville là một xã thuộc tỉnh Seine-Maritime trong vùng Normandie miền bắc nước Pháp.

## Dân số
| 1962                                            | 1968 | 1975 | 1982 | 1990 | 1999 | 2006 |
| ----------------------------------------------- | ---- | ---- | ---- | ---- | ---- | ---- |
| 1372                                            | 1450 | 1613 | 1853 | 2143 | 2273 | 2272 |
| Starting in 1962: Population without duplicates |      |      |      |      |      |      |